# Christian Lodemann
Christian Lodemann (* 13. Januar 1805 in Buxtehude; † 1. Februar 1878 in Lingen) war ein deutscher Verwaltungsjurist und Politiker.

## Leben
Lodemann war der Sohn des Amtmanns Ernst Christian Lodemann (* 1756 oder 1757; † 27. November 1836) und evangelischer Konfession. 1835 heiratete er Agnes Dorothea Elisabeth von Witzendorff (1815–1888). Er studierte von 1822 bis 1825 Rechtswissenschaften an der Universität Göttingen und war danach von 1827 bis 1830 Amtsauditor, zunächst in Ilten und seit 1828 in Burgdorf. Zwischen 1830 und 1832 war er Amtsassessor in Burgdorf und von 1832 bis 1833 dort Assessor. Von 1833 bis 1840 arbeitete er als Hilfsarbeiter, von 1840 bis 1855 als Regierungsrat bei der Landdrostei Lüneburg. Zwischen 1855 und 1877 wirkte er als Kreishauptmann bei der Regierung in Lingen. Dort wurde er 1855 mit dem Titel eines Geheimen Regierungsrat ausgezeichnet. Von 1867 bis 1877 war er auch mit der Wahrnehmung des Hoheitskommissariats betraut. Zwischen 1867 und 1877 war er auch Mitglied der 2. Ablösungskommission in Lingen. Von 1877 bis zu seinem Tod 1878 war er Kreis- und Amtshauptmann im Amt Lingen.
Vom 27. Dezember 1848 (für Carl Christoph Merkel) bis zum 26. Mai 1849 vertrat er den Wahlkreis 13. Hannover (Lüneburg) in der Frankfurter Nationalversammlung. Im Parlament blieb er fraktionslos. Er gehörte zu den Abgeordneten, die Friedrich Wilhelm IV. zum Kaiser der Deutschen wählten.